# لو آیرس
لو آیرس (انگلیسی: Lew Ayres؛ زاده ۲۸ دسامبر ۱۹۰۸ درگذشته ۳۰ دسامبر ۱۹۹۶) هنرپیشه اهل ایالات متحده آمریکا بود. از فیلم‌هایی که وی در آن نقش داشته است، می‌توان به در جبهه غرب خبری نیست، تازه‌به‌دوران‌رسیده‌ها، دیمین: طالع نحس ۲، جانی بلیندا و دنیای دن کامیلو اشاره کرد.